# Championnats de France de cyclisme sur route 2019
Les championnats de France de cyclisme sur route 2019 se déroulent autour de La Haye-Fouassière du 27 au 30 juin, pour les épreuves élites messieurs, dames et amateurs, et du 22 au 25 août à Beauvais pour les championnats de l'avenir (minimes, cadets, juniors et espoirs),.
C'est la première fois que le département de la Loire-Atlantique accueille les championnats de France sur route. Le relais mixte (3 garçons - 3 filles) fait son apparition chez les juniors, tandis que pour la première fois la course en ligne féminine chez les espoirs est disputée séparément à celle des élites.

## Programme
- Épreuves élites messieurs, dames et amateurs

Le circuit de ce championnat est abordé après 7 kilomètres effectués en provenance de Vertou, le lieu de départ. Le circuit, tracé sur 16,8 kilomètres est identique à celui de la Classic Loire-Atlantique. Il doit être parcouru jusqu'à quinze fois pour les hommes professionnels. Il comprend trois côtes à gravir, Château-Thébaud, le mur de Saint-Fiacre et une dernière ascension dans La Haye-Fouassière, située à 1200 mètres de la ligne d'arrivée.

## Podiums

### Hommes
| Épreuves                    | Or                 | Argent            | Bronze              |
| --------------------------- | ------------------ | ----------------- | ------------------- |
| Course en ligne - élites    | Warren Barguil     | Julien Simon      | Damien Touzé        |
| Contre-la-montre - élites   | Benjamin Thomas    | Stéphane Rossetto | Julien Antomarchi   |
| Course en ligne - amateurs  | Alexis Renard      | Maxime Urruty     | Eddy Finé           |
| Contre-la-montre - amateurs | Romain Bacon       | Simon Verger      | Baptiste Bleier     |
| Course en ligne - espoirs   | Théo Delacroix     | Anthony Jullien   | Matis Louvel        |
| Contre-la-montre - espoirs  | Thibault Guernalec | Thomas Denis      | Thomas Delphis      |
| Course en ligne - juniors   | Kévin Vauquelin    | Thibault D'Hervez | Guillaume Broudeur  |
| Contre-la-montre - juniors  | Hugo Page          | Hugo Toumire      | Kévin Vauquelin     |
| Course en ligne - cadets    | Gauthier Rouxel    | Léo Kraemer       | Julien Azile-Lozach |

### Femmes
| Épreuves                           | Or                | Argent              | Bronze             |
| ---------------------------------- | ----------------- | ------------------- | ------------------ |
| Course en ligne - élites           | Jade Wiel         | Victorie Guilman    | Aude Biannic       |
| Contre-la-montre - élites          | Séverine Eraud    | Audrey Cordon-Ragot | Coralie Demay      |
| Course en ligne - espoirs          | Évita Muzic       | Gladys Verhulst     | Lucie Jounier      |
| Contre-la-montre - espoirs         | Maëlle Grossetête | Marion Borras       | Évita Muzic        |
| Course en ligne - juniors          | Cédrine Kerbaol   | Ysoline Corbineau   | Amandine Fouquenet |
| Contre-la-montre - juniors         | Léa Curinier      | Maëva Squiban       | Cédrine Kerbaol    |
| Course en ligne - minimes/cadettes | Olivia Onesti     | Line Burquier       | Églantine Rayer    |

### Mixte
| Épreuves               | Or | Argent | Bronze |
| ---------------------- | --- | --- | --- |
| Relais mixte - juniors | Bretagne Tom Aguillon Thibault D'Hervez Nathan Le Piouffe Floriane Huet Maëva Squiban Cédrine Kerbaol | Auvergne-Rhône Alpes Mattéo Vercher Bastien Tronchon Alexis Delzangle Lola Bernigaud Flavie Granade Jade Téolis | Grand-Est Flavien Arnould Louis Coqueret Hugo Thirotel Lucie Delecourt Mathilde Demontreuille Julie Schmidt |